# Jablkoň
Jablkoň je česká alternativní hudební skupina; v současnosti ji tvoří Michal Němec (zpěv, kytara), Martin Carvan (kytara), Johnny Jůdl (baskytara, fagot), Petr Chlouba (bicí, perkuse) a Marie Puttnerová (zpěv).
Skupina také někdy vystupuje pouze ve dvojici Michal Němec a Marie Puttnerová pod názvem Půljablkoň.

## Historie

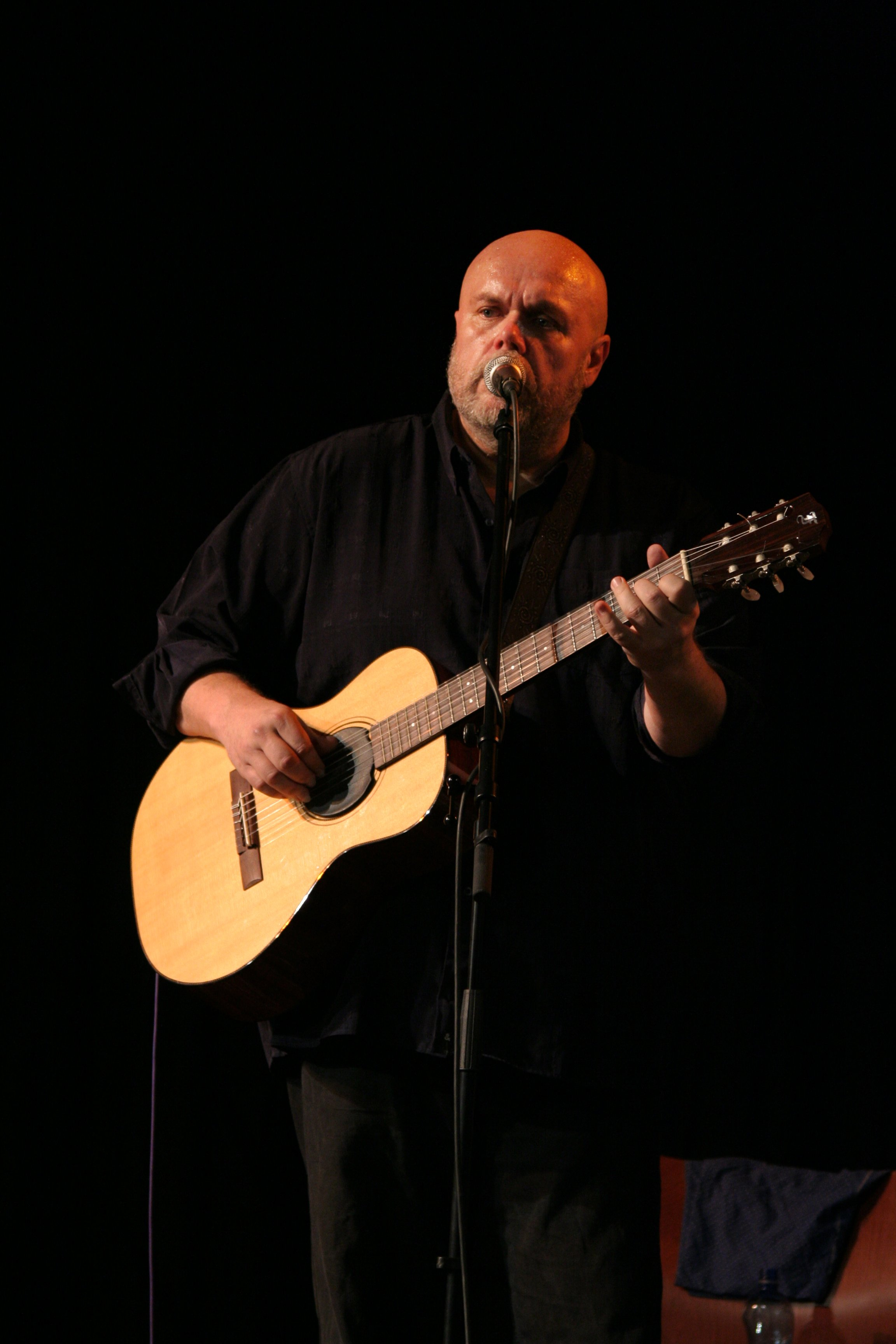
Michal Němec

Jablkoň založili v roce 1977 Michal Němec, Ingo Bellmann a Ivan Podobský. V 80. letech se účastnila mnoha festivalů a přehlídek různých hudebních žánrů včetně folkových (např. Porta), či jazzových. Roku 1989 do skupiny přišel Martin Carvan. Po sametové revoluci skupina spolupracovala s houslistou Jaroslavem Svěceným a hrála na festivalech po Evropě, např. v Německu, Nizozemsku nebo Belgii, ovšem na úkor hraní na domácí scéně, které bylo minimální. V polovině 90. let 20. století Jablkoň spolu se Svěceným spolupracoval s Filmovým symfonickým orchestrem, z čehož vzniklo album Symfonický Jablkoň.
V roce 1994 nahradil odcházejícího Ingo Bellmanna Ďusi Burmeč, v roce 1999 ale místo něj přišel Johnny Jůdl a zároveň uprázdněné místo po Ivanu Podobském obsadil Petr Chlouba. Zpívající saxofonistka Anna Duchaňová se připojila roku 2005, léta 2013 ji nahradila zpěvačka Marie Puttnerová. Od počátků po dobu téměř pětadvacet let byl až do své smrti v roce 2008 v podstatě právoplatným členem skupiny také zvukař Petr Werner.
Členové kapely v čele s Michalem Němcem složili hudbu k filmu Smradi (2002) a k televiznímu filmu Šejdrem (2009).
Koncert z Náměšti nad Oslavou v létě 2005, na kterém hostovali Jiří Stivín, Jaroslav Svěcený, Zuzana Lapčíková, Michal Gera, Petr Váša a Filip Spálený a sbor Skřivánek, vyšlo v únoru 2006 na DVD.
Pětačtyřicet let na scéně kapela oslavila dvěma koncerty; 30. listopadu 2022 v Ústřední Městské knihovně v Praze ji doprovodí Jaroslav Svěcený, Radůza a Michal Nejtek; ten se 9. prosince téhož roku zúčastnil i vystoupení v Mahenově divadle v Brně za podpory Lenky Dusilové, Petra Váši a kapely Skupina Ró. U příležitosti jubilea skupina vydala píseň Linka důvěry.

## Diskografie
- Devátá vlna (1988, reedice 2004)
- Jablkoň a Svěcený (1991)
- Baba Aga (1992, 1997)
- Symfonický Jablkoň (1995)
- Machalaj (1995)
- Písničky (1997)
- Bláznivá (1999)
- Mumlava (2001) –s J. Svěceným
- Cestující v noci (2003)
- Symphonic Jablkoň XXV (2004)
- Hovada Boží (2004)
- Oslava (2006) CD + DVD
- Best of Malá lesní (2007)
- Půlpes (2009)
- Království (2011)
- Sentimentální Němec (2013)

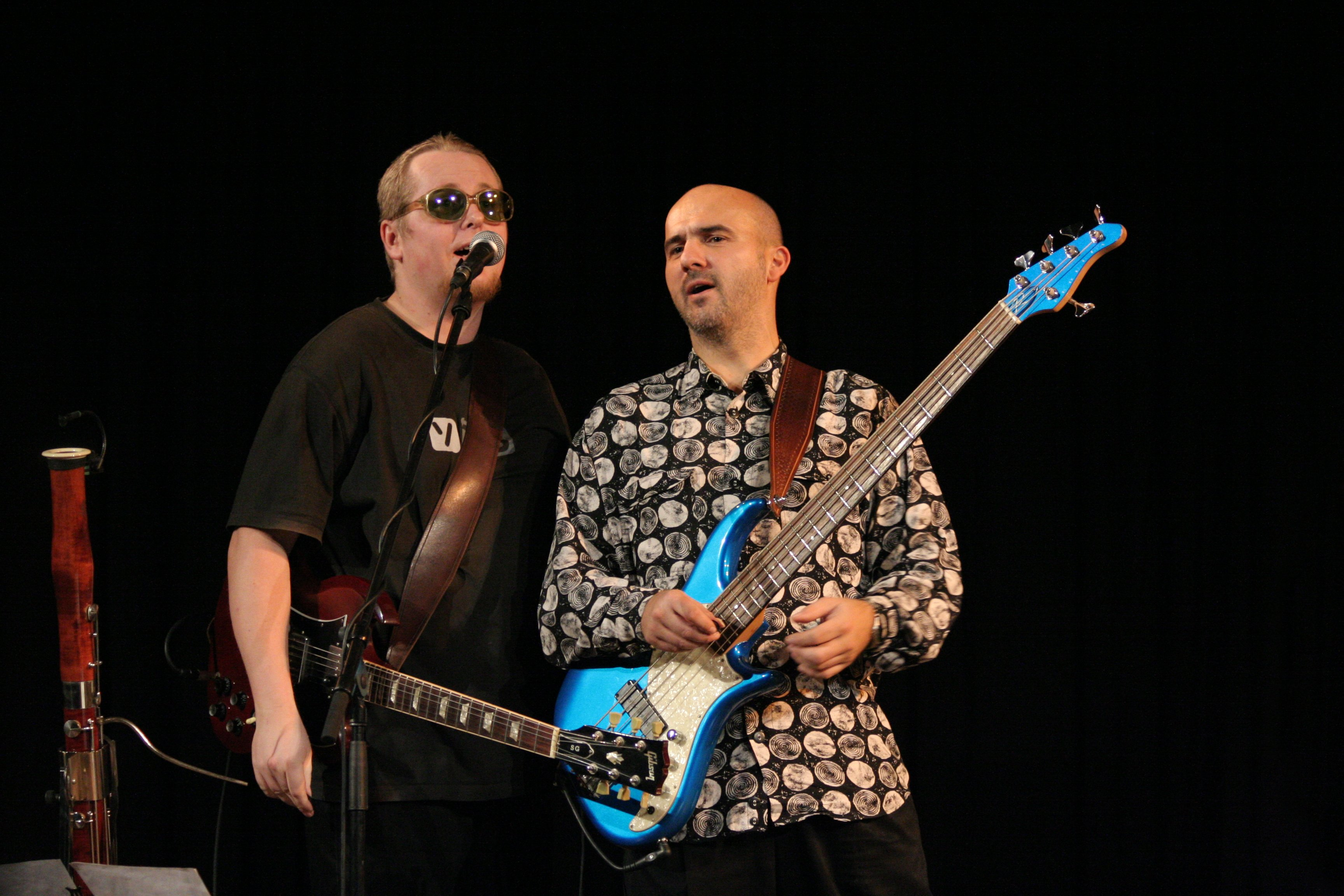
Johnny Jůdl a Martin Carvan

- Michal Němec a Marie Puttnerová: Půljablkoň (2014)
- Vykolejená (2016)
- Dýchánek (2017)
- Půljablkoň: Světelné léto (2018)

Písní Narozeniny je kapela také zastoupena na sampleru Bongo BonBoniéra (2010) a písní Kobyla na Bongo BomBarďák (2011).

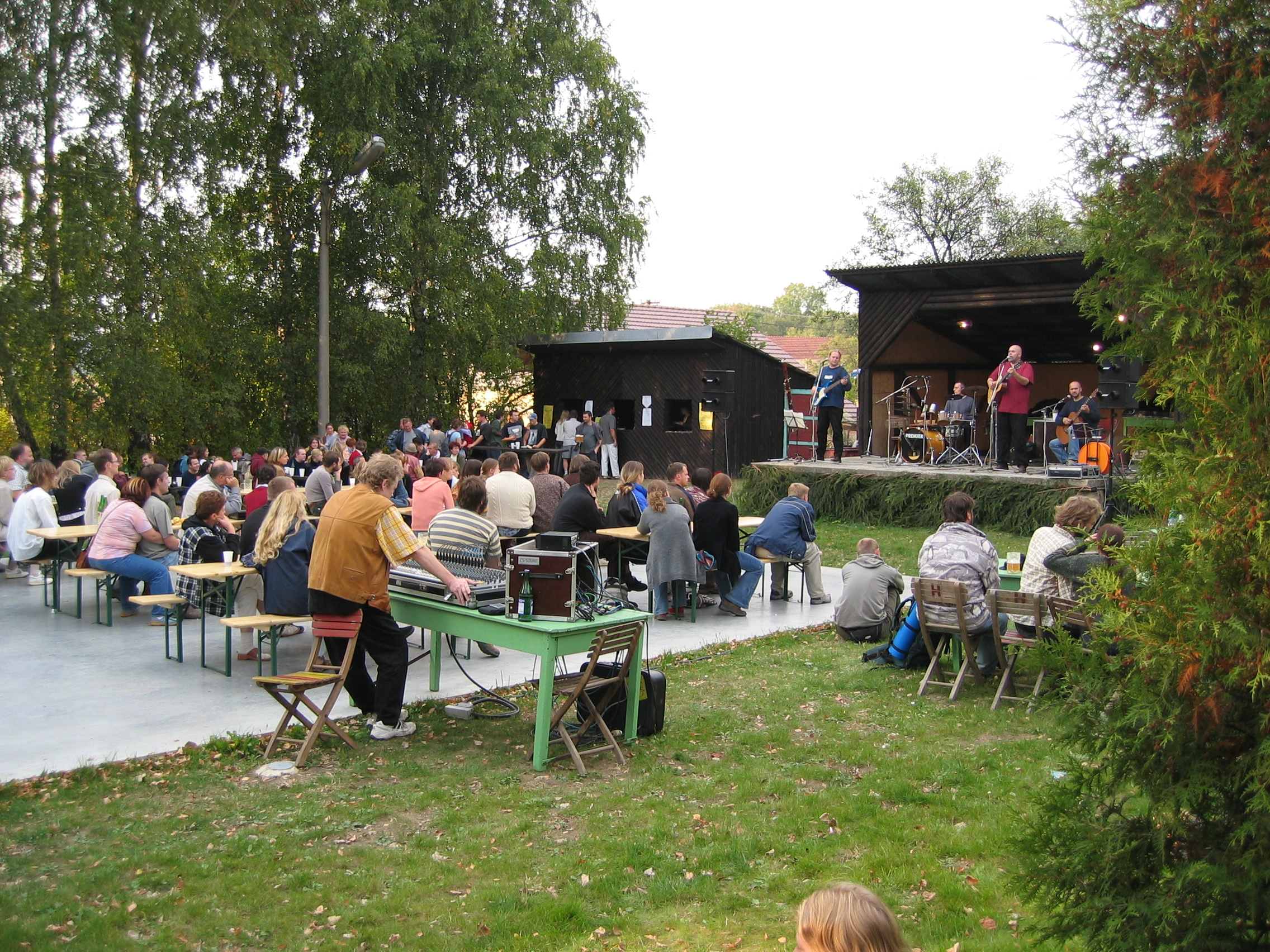
Jablkoň se zvukařem Petrem Wernerem na Jablečné slavnosti v Hostětíně v roce 2003.

## Ocenění
- Anděl za album Hovada Boží (2005)
- nominace na Anděla za album Michal Němec a Marie Puttnerová – Půljablkoň (2014)
- nominace na Anděla za album Vykolejená (2016)